# Kolonvár
Kolonvár a későbbi Zala és Somogy vármegyék határán Zalavár közelében Géza fejedelem által építtetett földvár volt. Szent István király a királyi vármegyerendszer megszervezése idején  Kolon vármegye székhelyévé tette. Nevét, mint sok más ispáni vár, az első ispánról kaphatta. Idővel – egy későbbi – ispán Kolonvárról Zalavárra költözött, ekkortól megyéjét Zala vármegyének hívták.
Géza fejedelem Koppány szállásterületét, Somogyot határvárakkal vette körül. Ezek egyike volt Kolonvár, amely a Zala folyó Kis-Balatonba torkollásánál a hídvégi átkelőnél épült, hogy lezárja a Zalavárról – ami valószínűleg fejedelmi udvarház volt – induló hadiutat. Hasonló szerepet töltött be, mint a Somogyból Székesfehérvárra vezető utat lezáró Úrhida vára és a Pécsre vezetőt lezáró Váty vára.
Kolon nevét őrzi a Balatonmagyaród és Zalakomár közötti Kolonpuszta. Egyes feltételezések szerint itt lehetett Kolonvár, ahonnan az akkori ispán talán a 11. század végén költözhetett Zalavárra.
A régészeti kutatások azonban nem igazolták, hogy Kolonpuszta helyén valaha földvár állt volna, itt Kolon ispán saját udvarháza, birtokközpontja állhatott. Kolonvár pedig azonos lehetett Zalavárral.